# Петер Шкантар
Петер Шкантар (словац. Peter Škantár, нар. 20 липня 1982, Кежмарок, Словаччина) — словацький веслувальник, олімпійський чемпіон 2016 року.

## Виступи на Олімпіадах
| Олімпіада           | Дисципліна           | Місце |
| ------------------- | -------------------- | ----- |
| Ріо-де-Жанейро 2016 | каное-двійки, слалом | 1     |

## Зовнішні посилання
- Петер Шкантар — олімпійська статистика на сайті Sports-Reference.com (англ.) (архівна версія)